# Stenandrium barbatum
Stenandrium barbatum là một loài thực vật có hoa trong họ Ô rô. Loài này được Torr. & A. Gray miêu tả khoa học đầu tiên năm 1855.